# Lady Soul
Lady Soul, ett musikalbum av Aretha Franklin släppt på Atlantic Records den 22 januari 1968. Albumet öppnade med Franklins största amerikanska hit, näst "Respect", "Chain of Fools". Joe South spelar gitarr på låten. Här finns också hennes version på "(You Make Me Feel Like a) Natural Woman". Även "Since You've Been Gone (Sweet Sweet Baby)" släpptes som singel och där blev även b-sidan, balladen "Ain't No Way" en amerikansk hitsingel. På flera av spåren medverkar sånggruppen The Sweet Inspirations. Jon Landau skrev skivans "liner notes".
Albumet listades av magasinet Rolling Stone som #84 på deras lista The 500 Greatest Albums of All Time.

## Låtar på albumet
(kompositörens efternamn inom parentes)
1. "Chain of Fools"  (Covay) - 2:47
2. "Money Won't Change You"  (Brown/Jones) - 2:08
3. "People Get Ready"  (Mayfield) - 3:44
4. "Niki Hoeky"  (Vegas/Vegas/Ford) - 2:31
5. "(You Make Me Feel Like) A Natural Woman"  (Goffin/King/Wexler) - 2:45
6. "Since You've Been Gone (Sweet Sweet Baby)"  (Franklin/White) - 2:25
7. "Good to Me as I Am to You"  (Franklin) - 3:58
8. "Come Back Baby"  (Charles) - 2:27
9. "Groovin'"  (Brigati/Cavaliere) - 2:57
10. "Ain't No Way"  (A. Franklin/C. Franklin) - 4:17

## Listplaceringar
- Billboard 200, USA: #2[1]
- Billboard R&B Albums: #1
- Billboard Jazz Albums: #3
- UK Albums Chart, Storbritannien: #25[2]